# Puerto Triunfo
Puerto Triunfo este un municipiu din departamentul Antioquia, Columbia.